# Grande Prêmio da Turquia de Motovelocidade
O Grande Prêmio da Turquia de MotoGP é um evento motociclístico que fez parte da temporada da MotoGP até 2007.

## Vencedores do Grande Prêmio da Turquia
| Ano  | Pista         | 125 cc         | 250 cc           | MotoGP         | Resumo   |
| ---- | ------------- | -------------- | ---------------- | -------------- | -------- |
| 2007 | Istanbul Park | Simone Corsi   | Andrea Dovizioso | Casey Stoner   | Detalhes |
| 2006 | Istanbul Park | Héctor Faubel  | Hiroshi Aoyama   | Marco Melandri | Detalhes |
| 2005 | Istanbul Park | Mike Di Meglio | Casey Stoner     | Marco Melandri | Detalhes |